# Dieter Friede (Diplomat)
Dieter Friede (* 9. Januar 1938 in Gräfenhainichen; † 26. Juli 1982 in Berlin) war ein deutscher Diplomat. Er war von 1977 bis 1981 Botschafter der DDR in Bangladesch.

## Leben
Nach dem Besuch der Oberschule legte Friede das Abitur ab und studierte von 1956 bis 1960 Außenpolitik an der Deutschen Akademie für Staats- und Rechtswissenschaft in Potsdam-Babelsberg. Sein Studium schloss er als Diplomstaatswissenschaftler ab. 
1960 trat Friede in den diplomatischen Dienst der DDR. Er war von 1961 bis 1962 zunächst Attaché an der DDR-Botschaft in Peking, danach, bis 1964 war er Mitarbeiter in der 2. Außereuropäischen Abteilung (Südostasien) im Ministerium für Auswärtige Angelegenheiten der DDR (MfAA) von 1964 bis 1967 Vizekonsul in Rangun (Birma). Danach wieder Mitarbeiter später Sektorenleiter in der 2. Außereuropäischen Abteilung (Süd- und Südostasien). Von 1971 bis 1974 wirkte er als Erster Sekretär und Stellvertreter des Botschafters in Colombo, der Hauptstadt Sri Lankas. Von 1974 bis 1977 war Friede Sektorenleiter im MfAA. Von Oktober 1977 bis 1981 war er schließlich Botschafter der DDR in Dhaka.
Friede war Mitglied der SED. Friede starb nach langer schwerer Krankheit im Alter von 44 Jahren.